# San Agustín (Chulucanas)
San Agustín es un caserío peruano ubicado en el distrito de Chulucanas, perteneciente a la provincia de Morropón del departamento de Piura, al norte del Perú. 

## Ubicación
San Agustín se ubica al oeste de la provincia de Morropón, en el distrito de Chulucanas, en el departamento de Piura.

## Demografía
En 2017 San Agustín tenía una población de 377 habitantes.